# District de Miyako (Fukuoka)
Pour les articles homonymes, voir District de Miyako.
Le district de Miyako (京都郡, Miyako-gun) est un district de la préfecture de Fukuoka au Japon.
Lors du recensement de 2000, sa population était de 59 371 habitants pour une superficie de 198 km2.

## Communes du district
- Kanda
- Miyako